# Solenispa angusticollis
Solenispa angusticollis is een keversoort uit de familie bladkevers (Chrysomelidae). De wetenschappelijke naam van de soort werd in 1881 als Cephalolia angusticollis gepubliceerd door Charles Owen Waterhouse.